# (12352) Jepejacobsen
(12352) Jepejacobsen (1993 OX6) – planetoida z pasa głównego asteroid okrążająca Słońce w ciągu 5,27 lat w średniej odległości 3,03 j.a. Odkryta 20 lipca 1993 roku.